# Salimya-Moschee

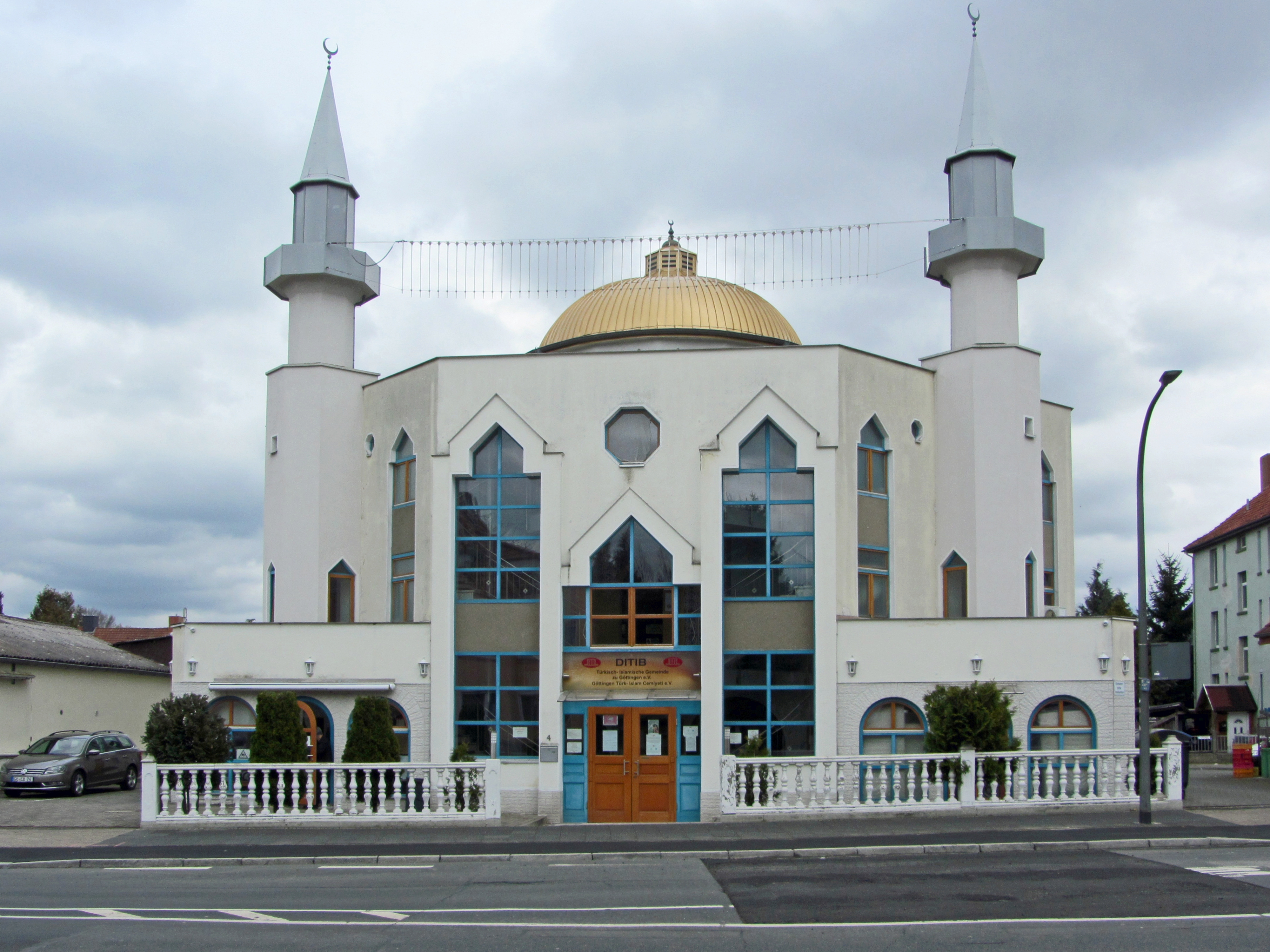
Salimya-Moschee, 2021

Die Salimya-Moschee oder  DİTİB-Moschee Göttingen bzw. ungenau „Göttinger Moschee“ ist eine Moschee in Göttingen. Sie steht unweit des Göttinger Stadtfriedhofs im Stadtbezirk Weststadt. Eröffnet 2007, ist sie die erste Moschee in Göttingen mit Kuppel und Minaretten. Sie wird von der DİTİB (Türkisch-Islamische Union der Anstalt für Religion e.V.) unterhalten.

## Geschichte
Seit 2003 hatte die DİTİB Vorgespräche mit Bauherren und Baubehörden geführt. Im Laufe des Jahres 2004 wurde der Bauantrag geprüft und modifiziert. Die Planung eines Moscheebaus rief Proteste in der Göttinger Bevölkerung hervor. Anwohner befürchteten Parkplatzprobleme, Lärm und eine Funktion der nahe einem Autobahnzubringer gelegenen Moschee als „Anziehungspunkt“ sowie den Wertverlust eigener Grundstücke, sie protestierten mit Leserbriefen und sammelten Unterschriften gegen den Bau. Die DİTİB reagierte mit Zugeständnissen bei der Höhe und Anzahl der Minarette, schuf etwa 30 Parkplätze und verzichtete auf den Adhān, den Ruf des Muezzin zum Gebet. Kuppel und Minarette wurden auf 15 bzw. 17 m geplant. Eine Moderationsveranstaltung sollte das Verhältnis zwischen den Bauherren und den Gegnern des Baues verbessern. Göttinger Muslime warben für den Bau und planten die Moschee auch als Begegnungszentrum (Sprachkurse, Nachhilfe, Suchtprävention). Das Gebäude solle allen, auch Nicht-Muslimen, offenstehen. Zum abendlichen Fastenbrechen während des Ramadan 2007 waren auch Nachbarn eingeladen, zur Eröffnung am 15. September 2007 Vertreter der christlichen Kirchen, der Jüdischen Gemeinde Göttingen, der damalige Oberbürgermeister Wolfgang Meyer sowie der ehemalige Umweltminister Jürgen Trittin. Die Baukosten betrugen etwa 1,1 Millionen Euro. Sie wurden aus Spenden, Mitgliedsbeiträgen, Krediten sowie dem Verkauf eines islamischen Gebetsraumes finanziert. Die damals ca. 230 Mitgliederfamilien von DİTİB Göttingen halfen mit unbezahlter Arbeit.

## Moschee
Die Salimya-Moschee ist nicht das einzige in der Stadt Göttingen als Moschee verwendete Gebäude, sticht aber durch ihre bauliche Gestaltung mit Kuppel und zwei Minaretten aus der sie umgebenden Architektur hervor. Kuppel und Minarette sind mit der Hilal, einem Symbol des Islam versehen. Sie ist die erste und bisher (Stand 2021) einzige Moschee in Göttingen, die in islamischem Architekturstil gebaut wurde. Die Architekten der dreistöckigen Freitagsmoschee waren Nabila Khattab und Yousef Salamah. Auf eine Fläche von 400 Quadratmetern sind zwölf Räume verteilt, Teile der Einrichtung (Kacheln und Kronleuchter) wurden in der Türkei hergestellt. Zur Ausstattung der Moschee gehören ein Springbrunnen, der bis zu 400 Gläubige fassende Gebetsraum mit Mihrāb (Gebetsnische, die die Gebetsrichtung zur Kaaba anzeigt) und Minbar (Kanzel) sowie ein Waschraum für Verstorbene, da die vor der Bestattung rituell vorgeschriebene Waschung in den Göttinger Krankenhäusern nicht gewährleistet ist. Im oberen Stockwerk befinden sich Räume für Frauen, Seminarräume, eine Bibliothek und ein Umgang mit Blick auf den Gebetsraum im Erdgeschoss. Ein türkischer Imbiss auf dem Gelände dient zur Mitfinanzierung der Moscheearbeit.
Eine große Fensterfassade und das Fehlen einer geschlossenen Umzäunung sollen Transparenz und Offenheit signalisieren. Es werden Besuche und Führungen, auch für Schulklassen, angeboten.

## DİTİB Göttingen 2021
Die DİTİB, gerne als „Moscheebauverein“ bezeichnet, ist vielfältiger Kritik ausgesetzt. Im Januar 2021 wurde nach Recherchen der Falken berichtet, dass der Göttinger Vorsitzende, Mustafa Keskin, sich in Sozialen Medien antisemitisch geäußert habe. Keskin wies diesen Vorwurf zurück, er kritisiere lediglich die Politik Israels. Allerdings trat er im Februar von seinem Amt zurück. Der interreligiöse Dialog in Göttingen, in Form von Treffen der Anhänger der drei abrahamitischen Religionen, wurde als „ins Stocken geraten“ beschrieben. Nach Angaben von Ali Serkan Şahbaz, dem neuen Sprecher der Göttinger DİTİB-Gemeinde, und Jacqueline Jürgenliemk, der Vorsitzenden der jüdischen Gemeinde in Göttingen, gebe es nun eine neue Vertrauensbasis.

## Folgen der Covid-19-Pandemie
Als Folge der Covid-19-Pandemie musste der Moscheebetrieb ab 2020 eingestellt werden. Die Freitagsgebete, das gemeinsame Fastenbrechen im Ramadan und weitere, auch interkulturelle und interreligiöse Veranstaltungen entfielen.

## Bilder

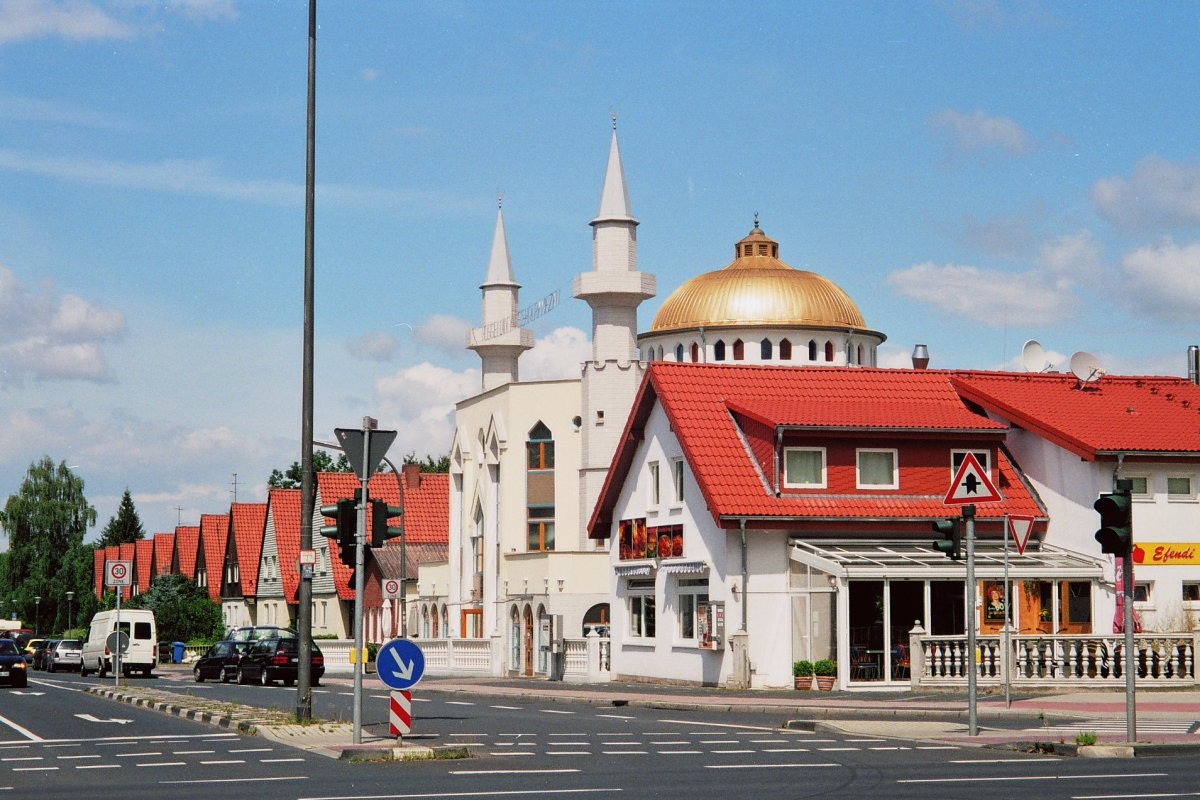
Moschee mit umgebender Architektur, im Vordergrund der türkische Imbiss
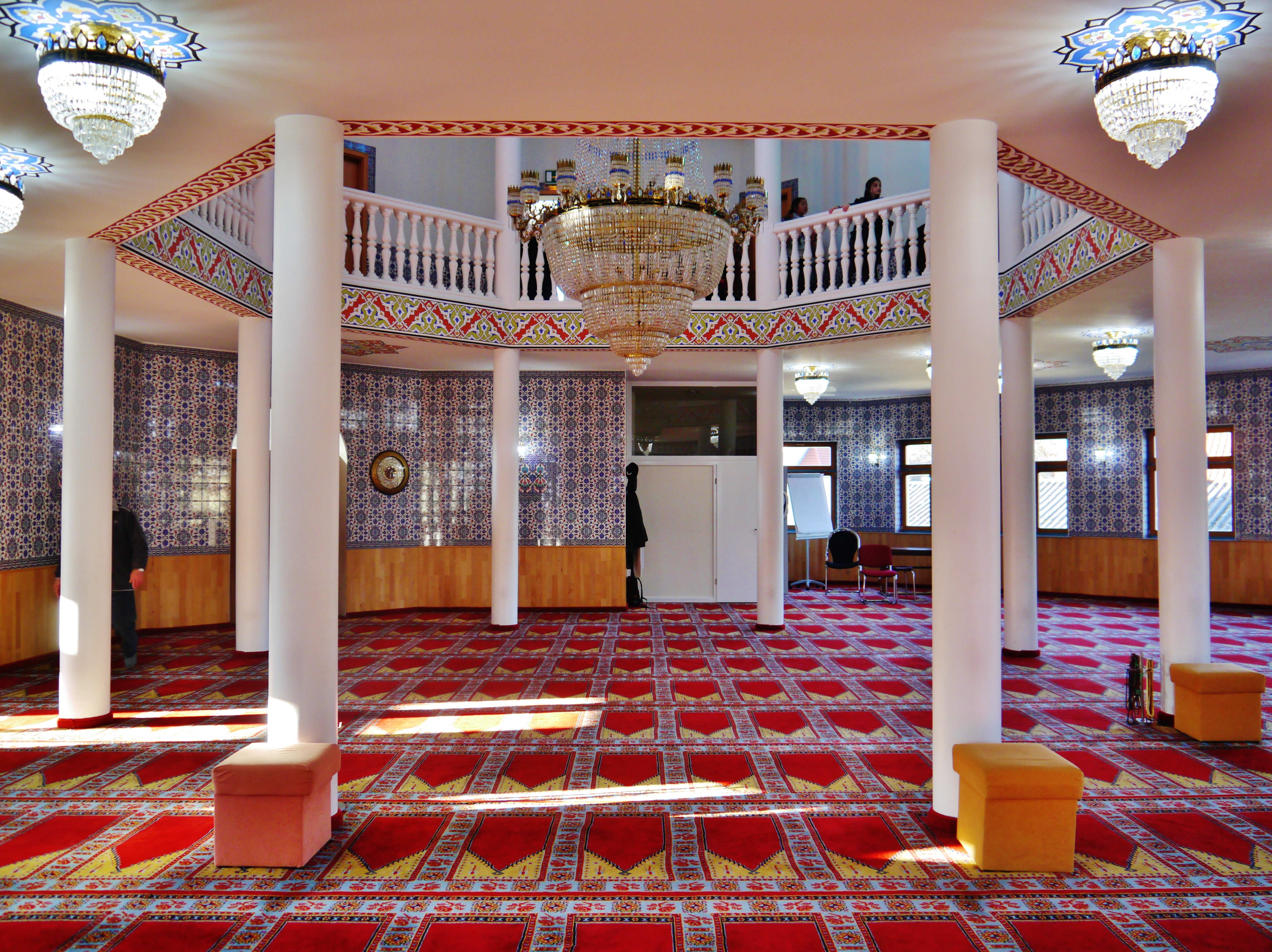
Gebetsraum
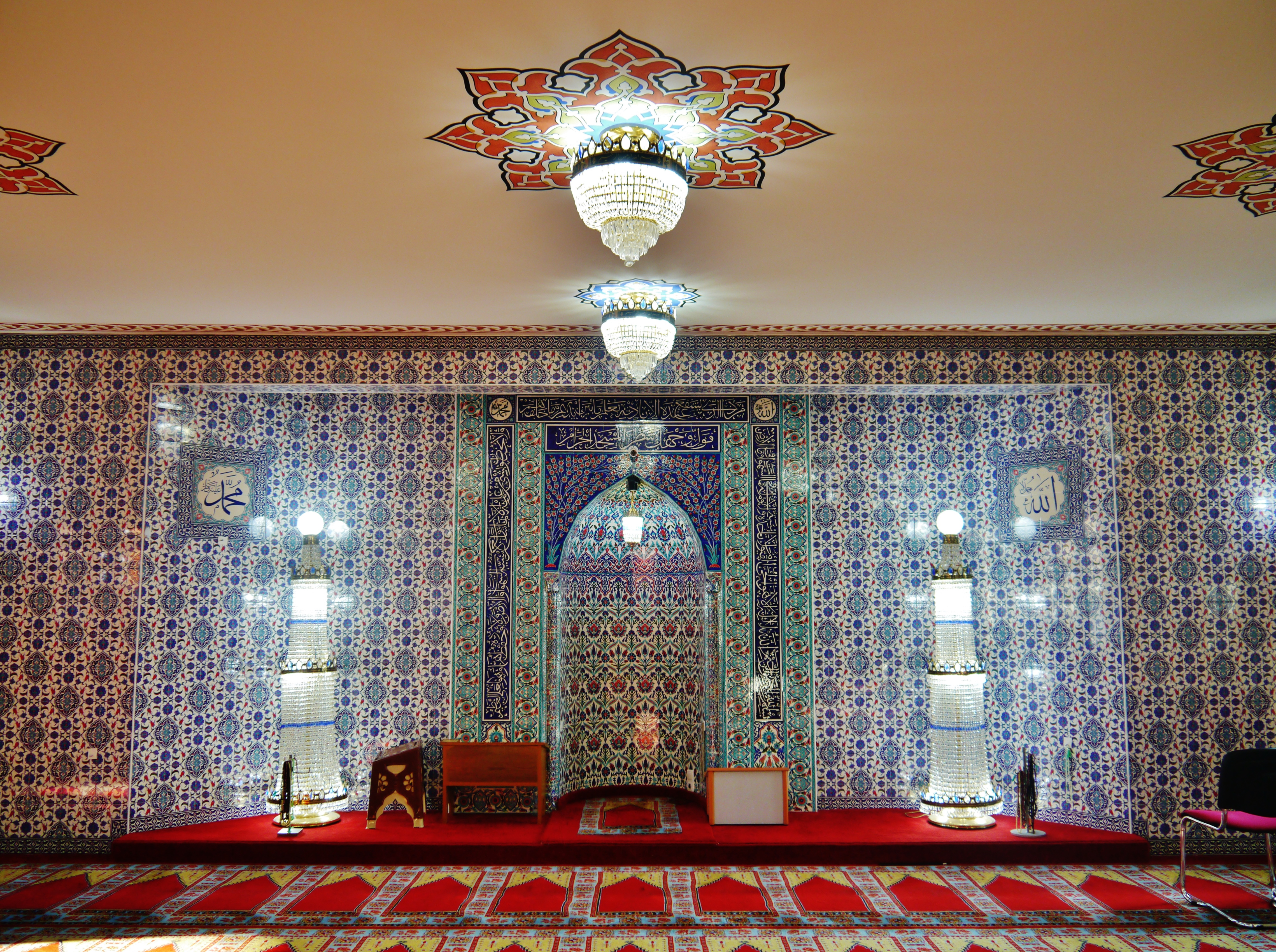
Blick auf die Mihrāb
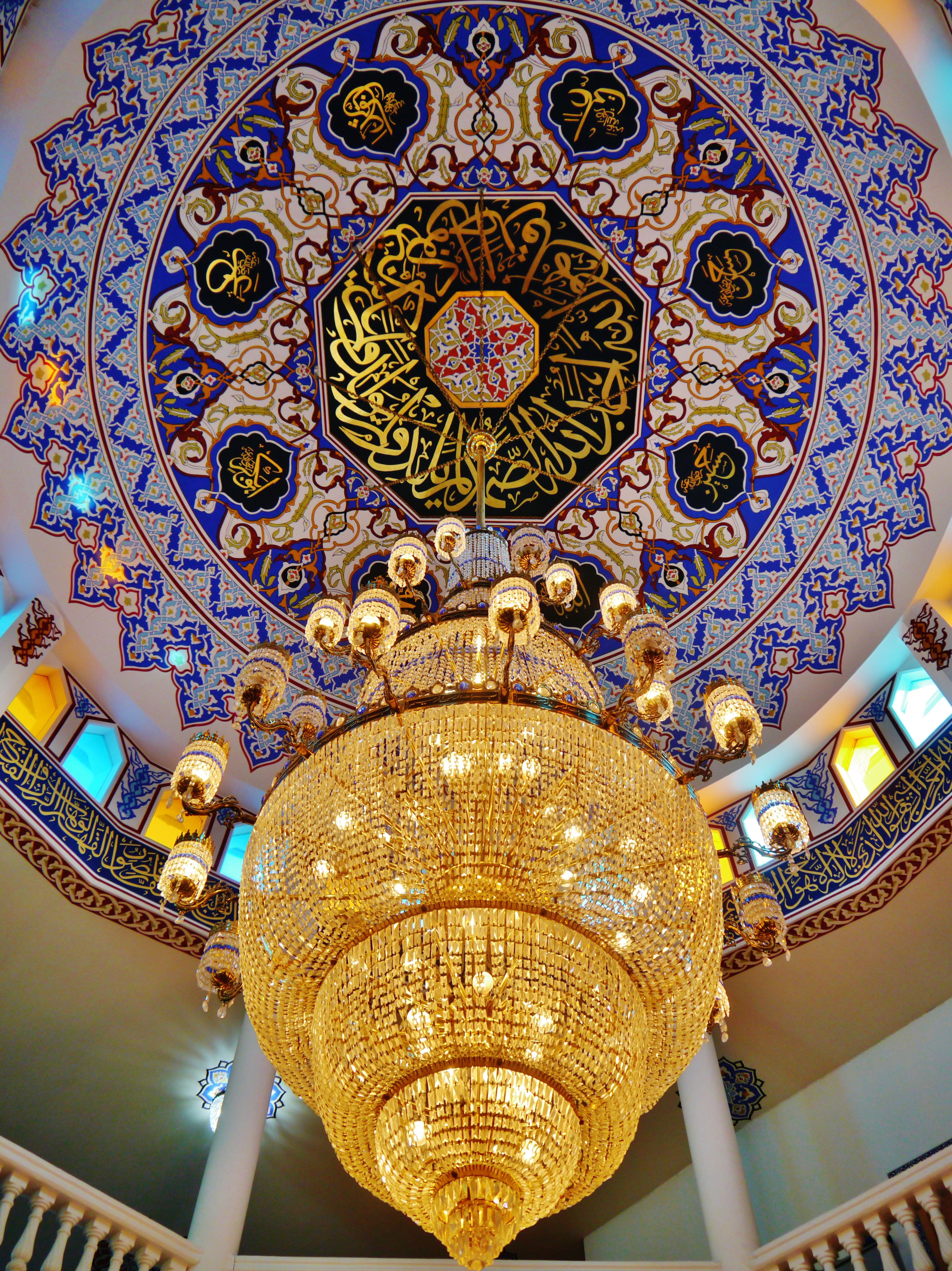
Blick in die Kuppel mit Leuchter
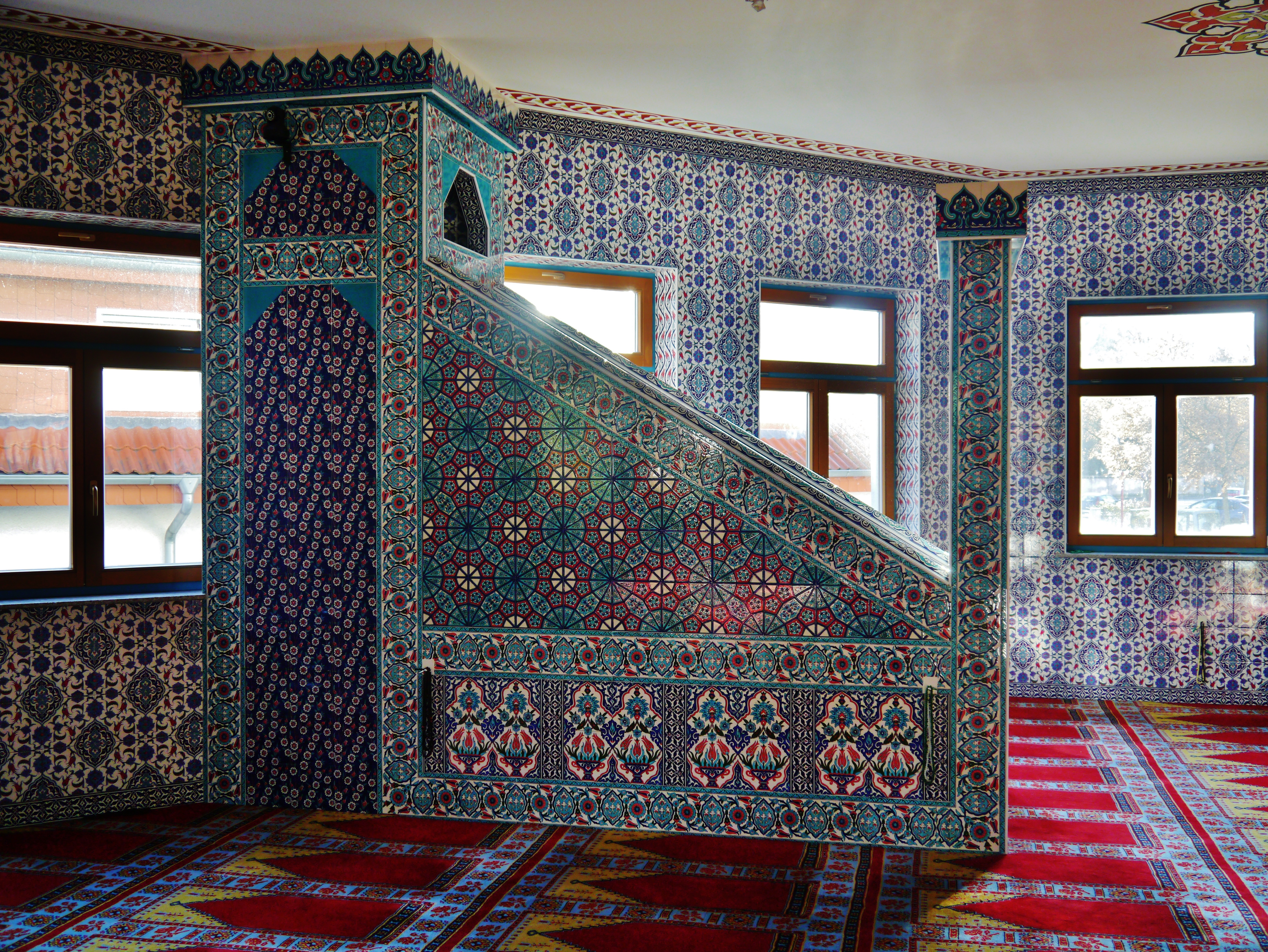
Minbar der Moschee
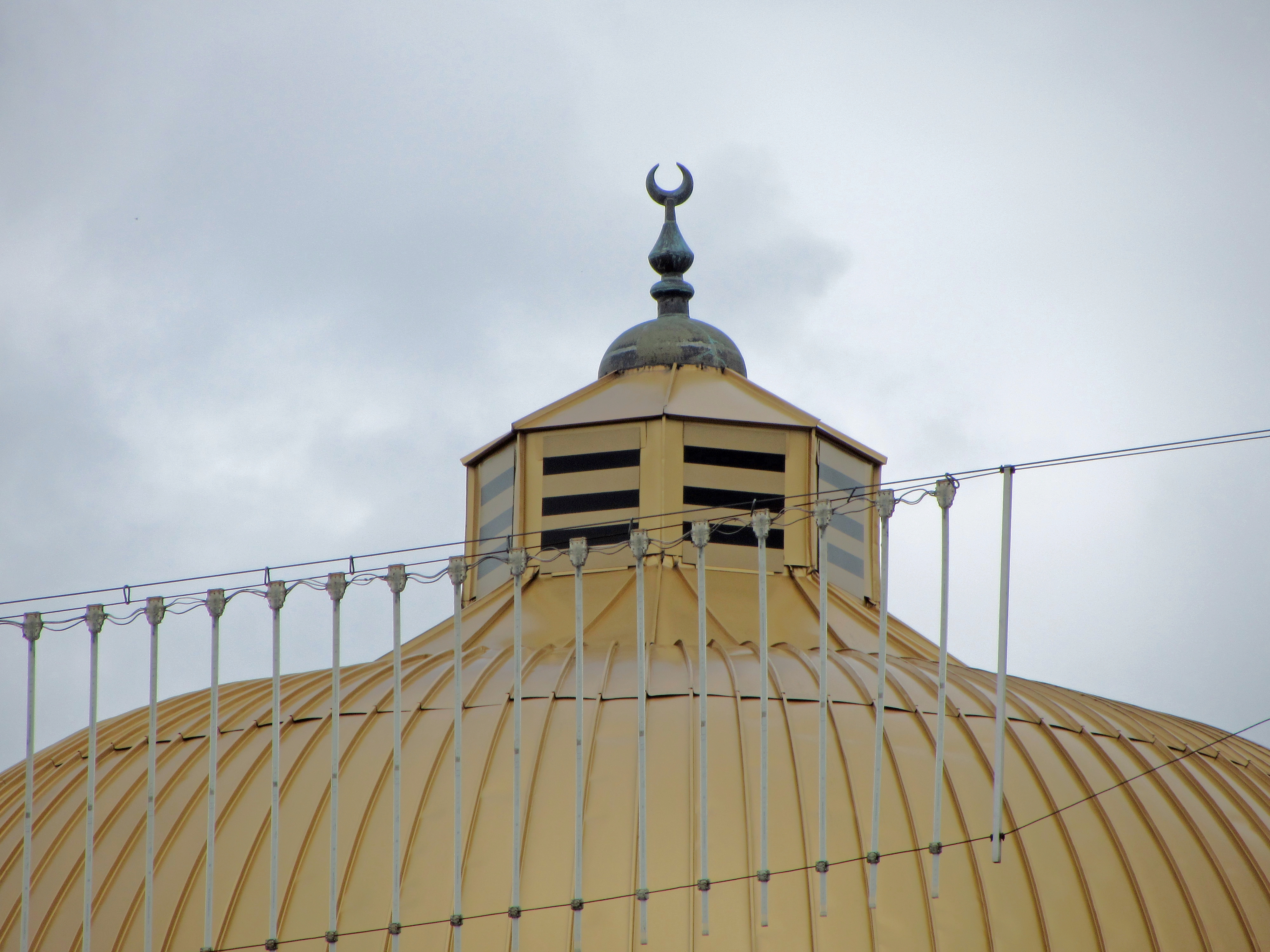
Kuppel mit Hilal (Mondsichel)